# Rocas Bayonnaise
Las rocas Bayonnaise (ベヨネース列岩 Beyonēsu-retsugan?) son un grupo de rocas que están en las islas Izu. El grupo está bajo control directo de la prefectura de Tokio y no pertenece a ningún municipio. Las rocas son administradas por la Subprefectura de Hachijō.

## Geografía
Se ubica a 408 km al sur de la zona continental de Tokio. La isla habitada más cercana a ella es Aogashima a 65 km al norte. El grupo consta de tres rocas grandes y varias rocas pequeñas. Se eleva a 11 metros sobre el nivel del mar. La superficie es de 0,01 km². Las rocas se ubican en el borde de la caldera de Myōjin-shō que es la caldera submarina situada a 8 km al este, pero son más antiguas que la caldera de Myōjin-shō. Es un lugar de descanso para las aves migratorias, pero hay poca vegetación. Las erupciones submarinas ocurren a menudo en el mar cercano.

## Historia
En 1846, la corbeta de la Marina francesa Bayonnaise se topó con las rocas. El nombre de las rocas proviene de este suceso. Desde 1896 se han producido anomalías en la superficie del mar y erupciones submarinas causadas por la actividad volcánica, y una isla nueva apareció en Myōjin-shō cerca de las Rocas Bayonnaise en 1906, 1946, y de 1952 a 1953. Esta nueva isla se había hecho visible cerca de Aogashima. Sin embargo, el 3 de septiembre de 1953, la isla desapareció bajo el nivel del mar debido a la erosión y la explosión volcánica.